# Koldusopera (Brecht)
A Koldusopera (eredeti cím: Die Dreigroschenoper) Bertolt Brecht 1928-ban írt tandrámája, ami egyszerre opera, musical, operett és mindezek paródiája. Brecht 1927-ben kezdett a marxista eszmék iránt érdeklődni, művében a londoni szegények világát választotta cselekmény helyszínéül. A mű három felvonásból, felvonásonként három jelenetből áll.

## A mű keletkezése
John Gay 18. századi Koldusoperáját 1920-ban sokadszor játszani kezdték Londonban, a darabra 1927-ben figyelt fel Elisabeth Hauptmann, aki lefordította németre Brecht számára. Brecht megmutatta az elképzeléseit Ernst Josef Aufricht színésznek, aki éppen egy új darabot keresett induló színházi vállalkozásához. A zenét Kurt Weill írta. A megírás során Brecht több szerző műveit is felhasználta és átdolgozva beépítette a darabba. Francois Villontól több balladát is át vett: a Ballada a kövér Margotról felhasználásával keletkezett a Stricitangó című dal, Az akasztottak balladáját, mely a Ballada, melyben Macheath mindenkitől bocsánatot kér című dal alapját adta és a Ballada a kalózok szeretőjérőlt, melyből a Kocsma Jenny című, híres dal született (bár e balladánál a szerző személye kérdéses). Az Ágyú-dal Rudyard Kipling versei alapján íródott.
1928-ban Berlinben mutatták be – kirobbanó sikerrel – a Theater am Schiffbauerdammban.
1931-ben Brecht valamennyire átdolgozta a darabot. Általában ezt a változatot játsszák mind a mai napig.

## Cselekmény

### Előjáték
Vásár van a Sohóban. Ismert és félt bűnözőkről dalolnak a vásári rigmusmondók. Mint minden vásárban, itt is vegyes a nép, de főleg koldusok, tolvajok és utcalányok a szereplők.

Ha a cápa szája tátva,

Bárki látja fogsorát,

Ámde Bicska Maxi rejtve

Tartja kését s pisztolyát.

### Első felvonás
J. Peachum (a kolduskirály) üzletemberként – a növekvő nyomor láttán – boltot nyit, amelynek neve: Jonathan Jeremiah Peachum koldusruhatára. A Sohóban Penge Mackie (másik fordításban Bicska Maxi) menyegzőjét üli Pollyval, a kolduskirály lányával. A kolduskirály úgy érzi, hogy lánya elvesztésével tönkremegy az élete. Ellenzi a házasságot, de Polly hajthatatlan.

### Második felvonás
Penge Mackie a London környéki (highgate-i) mocsarakba menekül apósa elől. A közjátékból kiderül, hogy már a rendőrök is üldözik Penge Mackie-t. Közben – egy csütörtöki napon – megkezdődik az uralkodó koronázási ünnepsége. Az ünnepség alatt Penge Mackie a turnbridge-i utcalányoknál keres menedéket, ám azok elárulják őt. Penge Mackie börtönbe kerül, ahol Polly és Lucy meglátogatja. Kiderül róla, hogy bigámista. Mac megtagadja Pollyt, aki anyja nyomására meghátrál, és otthagyja őt. Penge Mackie megszökik a börtönből, így Polly apja hiába megy a kitűzött 40 fontos vérdíjért.

### Harmadik felvonás
A kolduskirály Peachum – pénteken – tüntetést szervez, hogy megzavarja a többnapos koronázási ünnepségeket. Polly meglátogatja Lucyt Old Bailey-ben, és megköveti előző napi viselkedéséért. Mackie-t újra elfogják, s a rendőrök börtönbe vetik. Készülnek a kivégzésére, Polly gyászruhát ölt. Felállítják az akasztófát, és Penge Mackie a bitófa alá kerül. A hosszas búcsúzkodásnak, szertartásos beszédeknek azonban véget vet a király lovasfutárja, aki a királynő nevében az elítéltnek kegyelmet, nemességet, birtokot és évjáradékot, a jegyespároknak szerencsekívánságot hoz.

### Finálé
Végül mindez egy csapásra

 Jóra válik – így szokás.

 Minden jó, ha jó a vége

 Ehhez pénz kell, semmi más.

 És ha véget ér a játék

 Összefér a Kunz s a Hinz

 S a szegények kenyeréből

 Együtt esznek majd megint.

 Mert sötétben él az egyik

 És a másik fényben él

 És a fény, az messze látszik

 Ám nem látható az éj.

1930

## Dalok, balladák, kórusok

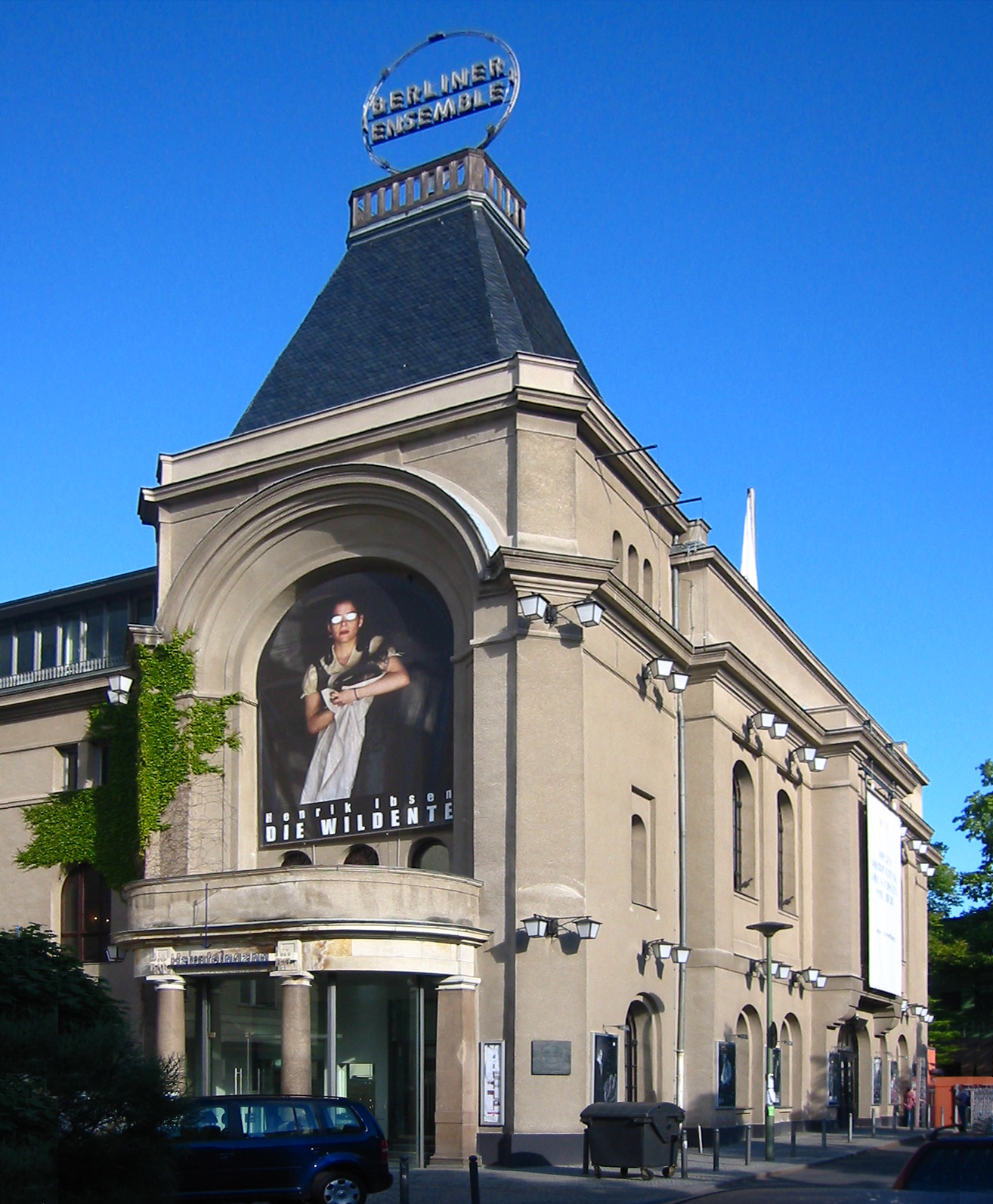
A berlini Theater am Schiffbauerdamm

Előjáték
Vásári rigmus Penge Mackie-ről
Első felvonás
- Első jelenet

Peachum reggeli korálja
Hecc-dal
- Második jelenet

Nászdal egyszerűbb embereknek
Kocsma Jenny
Ágyú-dal
Második felvonás
- Negyedik jelenet

Közjáték
Ballada a nemi rabszolgaságról
- Ötödik jelenet

Striciballada
- Hatodik jelenet

Ballada a kellemes életről
Féltékenységi duett
Második koldusfinálé
Harmadik felvonás
- Hetedik jelenet

Dal az emberi nagyratörés elégtelenségéről
Salamon-dal
- Kilencedik jelenet

Ballada, amelyben Macheath mindenkitől bocsánatot kér

## Magyarországi bemutatók
1929 szilveszterén a Kassák Lajos által vezetett Munkakör tagjai mutatták be a darab "keresztmetszetét" az Esplanade Szálló egyik termében. A szöveget Justus György fordította le, Nádass József segítésével. Polly szerepét Fenyő Boriska alakította. Az előadásban sokkal hangsúlyosabban jelentek meg az eredeti darabban is szereplő osztálykülönbségek és az osztályok közti harcok.
Az 1929-es munkaköri bemutató ellenére a szakirodalom a vígszínházbeli bemutatót tartja a magyar premiernek. A darabot 1930. szeptember 6-án tűzte műsorára a teátrum, Heltai Jenő fordításában és átdolgozásában, Szabolcs Ernő rendezésében A koldus operája címmel, Jávor Pál (Bicska Maxi), Gaál Franciska (Polly), Mály Gerő (Peacock), Gombaszögi Ella (Peacockné), Sárossi Andor (Tigris Brown), Simon Gizi (Lucy) főszereplésével. Az első magyar bemutató rendhagyó előadásnak számít, mert Heltai összevonta John Gay eredeti operáját és Brecht adaptációját, a zenei részekben pedig szintén összekapcsolta Johann Christoph Pepusch eredeti zenéjét és Weill songjait. Ez volt az első Brecht-darab, amit Magyarországon bemutattak. A magyar ősbemutató mégis megbukott, emiatt sokáig nem vették elő.
Második magyar bemutatója 1945-ben volt, a Szabad Színház társulatának előadásában, a Zeneakadémia Solti György termében. Az előadást Rácz György rendezte, a szöveget Vas István fordította, ám ez az előadás sem lett sikeres.
A darab első igazán sikeres előadására 1958-ban került sor a Színház- és Filmművészeti Főiskola növendékeinek előadásában, a Katona József Színházban. A darabot Szinetár Miklós rendezte, Blum Tamás fordításában, Fonyó József (Peacock), Fülöp Zsigmond (Bicska Maxi), Margitai Ági (Polly), Pásztor Erzsi (Peacockné) és Szabó Ildikó (Lucy) főszereplésével. Ez az előadás nagy sikert aratott és elkezdődött a darab magyarországi sikerútja.
1965-ben a Madách Színházban Ádám Ottó rendezésében mutatták be, Pécsi Sándor (Peacock), Gábor Miklós (Bicska Maxi), Psota Irén (Polly), Kiss Manyi (Peacockné) és Vass Éva (Polly) főszereplésével.
A darab következő fontos előadása 1981-ben volt a Nemzeti Színházban Háromgarasos opera címen, a híres orosz rendező: Andrej Ljubimov rendezésében, Garas Dezső (Peacock), Ujlaki Dénes (Bicska Maxi), Udvaros Dorottya (Polly), Törőcsik Mari (Peacockné) és Ronyecz Mária (Lucy) főszereplésével. Az előadást végig egy lerobbant emeletes buszban és körülötte játszották.
A darabot bemutatták Filléres opera címmel is.
Nyomtatásban először a Színművek című drámagyűjteményben jelent meg a darab A világirodalom klasszikusai című sorozatban az Európa Könyvkiadónál, 1961-ben.

## Feldolgozások
- Koldusopera (Die 3 Groschen-Oper, 1931), rendező: Georg Wilhelm Pabst
- Die Dreigroschenoper (1963), rendező: Wolfgang Staudte
- Koldusopera (Mack the Knife, 1989), rendező: Menahem Golan
- Bicska Maxi – Brecht háromgarasos filmje (Mackie Messer – Brechts Dreigroschenfilm, 2018), rendező: Joachim Lang

## Magyarul
- Háromgarasos regény; ford. Erdődy János; Népszava, Budapest, 1945
- A háromgarasos regény; ford. Faludy György; Európa, Budapest, 1957
- A koldusopera; ford. Vas István; in: Színművek. Válogatás; vál., előszó Vajda György Mihály; Európa, Budapest, 1961 (A világirodalom klasszikusai)
- A háromgarasos regény; ford. Fáy Árpád, utószó Németh G. Béla; Európa, Budapest, 1970 (A világirodalom remekei)
- Bertolt Brecht–Kurt Weill: Koldusopera; ford. Blum Tamás, rend. Sándor Pál; Szigligeti Színház–Verseghy Ferenc Megyei Könyvtár, Szolnok, 1981 (A Szolnoki Szigligeti Színház műhelye)
- Koldusopera; ford. Vas István; Interpopulart, Budapest, 1995 (Populart füzetek)